# Valeriano Claros Guerra
Valeriano Claros Guerra  (Fuengirola, 1942) cursó estudios universitarios en Málaga. Ingeniero Superior de Telecomunicación por la Universidad Politécnica de Madrid (1967),  inició su actividad profesional en Standard Eléctrica en el campo de las comunicaciones. Intervino en la renovación de la red de comunicaciones telefónicas de España, tomando contacto con los nuevos modelos en Sudáfrica.
Posteriormente se inició en el campo de la ingeniería espacial ingresando en el Instituto Nacional de Técnica Aeroespacial (INTA), donde llegó a ser Ingeniero Jefe del Servicio de Mantenimiento y Operaciones de la Estación de Seguimiento de Satélites de Gran Canaria.
Trabajando para la [[ESA] tuvo a su cargo la construcción de estaciones espaciales en España y Australia, además de dirigir estaciones de seguimiento en todas las fases del proyecto Apolo, incluida la llegada del hombre a la Luna.  
De 1989 a 2005 trabajó para la Agencia Espacial Europea (ESA) como Director de la Estación de Seguimiento de Satélites de Villafranca del Castillo Villanueva de la Cañada (Madrid). Ha sido también representante con estatuto diplomático de ESA en España y Australia (1999-2003). Desde octubre de 2004 fue Ingeniero Jefe de Infraestructuras de la Estación de Seguimiento de Satélites de ESA en Cebreros (Ávila).  
Interesado también en la docencia, ha impartido clases en las Escuelas Técnicas Superiores Ingenieros  de Telecomunicacion en Madrid (UPM)  y en las Escuelas de Ingeniería y Arquitectura de Las Palmas de G.C., dedicándose tras su jubilación a la divulgación científica en conferencias, revistas especializadas y a través de la televisión. 
Entre otros premios y reconocimientos ha recibido el Premio Vértice 2005, concedido por el Ayuntamiento de Villanueva de la Cañada (Madrid), la Medalla de Plata de la Cámara Oficial de Comercio, Industria y Navegación de [Gijón]], y la Medalla de Oro de la Ciudad de Fuengirola, de la que es hijo predilecto, concedida por su Ayuntamiento en 1995. Placa de reconocimiento del Municipio de San Bartolomé de Tirajana (Las Palmas de G.C.)) y del Cabildo de Gran Canaria en reconocimiento por su contribución al éxito del primer alunizaje de la Humanidad, desde la Estación Espacial de la NASA en Maspalomas. 20 de julio de 1919